# Hymenostylium congoanum
Hymenostylium congoanum är en bladmossart som beskrevs av Hugh Neville Dixon och Georges Raymond Léonard Naveau 1927. Hymenostylium congoanum ingår i släktet Hymenostylium och familjen Pottiaceae. Inga underarter finns listade i Catalogue of Life.